# Octobre 1975

## Évènements
- 1er octobre : À Manille, Joe Frazier et Mohamed Ali s'affrontent pour la troisième fois dans un combat surnommé "Thrilla in Manila".

- 5 octobre : 
  - l'agronome belge Jean-Paul Ledant découvre la Sittelle kabyle dans le Djebel Babor (Petite Kabylie, Algérie).
  - Formule 1 : Grand Prix automobile des États-Unis.

- 7 octobre : anniversaire de naissance de Amélie Dionne, entrepreneure, directrice des communications et femme politique québécoise

- 9 octobre : le prix Nobel de la paix est attribué au Soviétique Andreï Sakharov, qui ne peut pas aller chercher son prix.

- 10 octobre
  - (Nouvelle-Zélande) : création du Tribunal de Waitangi en vue d’apprécier les revendications territoriales des Maori.
  - Rallye automobile : arrivée du Rallye Sanremo.

- 14 octobre : en Espagne, une attaque terrasse le Caudillo. Son entourage, devant l’incertitude de sa succession, tente de le prolonger médicalement.

- 17 octobre[1] : création du Système économique latino-américain (SELA). Proposé à l’origine par le Mexique et le Venezuela, il rassemble 27 États et se veut une réponse à la loi américaine sur la réforme du commerce.

- 20 octobre : 
  - accord commercial entre l’Union soviétique et les États-Unis[2].
  - Mexique : un accident fait 31 morts dans le métro de Mexico.

- 22 octobre : prise d'assaut (tr) de l'ambassade de Turquie en Autriche (de) par les Commandos des justiciers du génocide arménien (CJGA), aboutissant à la mort de l'ambassadeur Daniş Tunalıgil (en).

- 24 octobre : 
  - assassinat de l'ambassadeur de Turquie en France, İsmail Erez, et de son chauffeur, Talip Yener, par les CJGA.
  - grève générale des femmes en Islande pour l'égalité des droits, suivie par 90 % des femmes[3]

## Naissances
- 3 octobre :
  - Tatsiana Stukalava, haltérophile biélorusse.
  - Alanna Ubach, actrice américaine.
- 5 octobre : Kate Winslet, actrice britannique.
- 6 octobre : Peter Pellegrini, homme politique slovaque.
- 8 octobre : 
  - Tatiana Grigorieva, athlète australienne.
  - Lynda Mekzine, judokate algérienne.
  - Laetitia Pujol, danseuse étoile française.
  - Tore Vikingstad, joueur de hockey sur glace norvégien.
- 12 octobre : Marion Jones, athlète américaine.
- 15 octobre : Denys Chmyhal, homme politique ukrainien, premier ministre d'Ukraine de 2020 à 2025.
- 16 octobre  : Christophe Maé, chanteur français.
- 17 octobre  : Francis Bouillon, joueur de  hockey sur glace américano-canadien.
- 22 octobre : 
  - Stive Vermaut, coureur cycliste belge († 30 juin 2004).
  - Patrick McHenry, représentant des États-Unis pour la Caroline du Nord depuis 2005.
- 27 octobre : Lorànt Deutsch, acteur et écrivain français.

## Décès
- 3 octobre : Guy Mollet, homme politique français (° 31 décembre 1905).
- 7 octobre : Antonio Bienvenida (Antonio Mejías Jiménez), matador espagnol (° 25 juin 1922).
- 22 octobre : Arnold Joseph Toynbee, historien (° 1889).
- 23 octobre : Raymonde Canolle, athlète française (° 9 août 1904).
- 24 octobre : İsmail Erez, diplomate turc (° 1919).
- 26 octobre: Joseph Lacasse, peintre et sculpteur belge (° 5 août 1894).